# Deaf Havana
I Deaf Havana sono un gruppo musicale inglese formatosi nel Norfolk nel 2005.
Dopo un album di debutto prettamente post-hardcore ed emo, il gruppo si è spostato su sonorità più vicine al pop rock in seguito all'uscita del cantante Ryan Mellor, autore degli scream, nel 2010, e il conseguente spostamento del chitarrista e cantante James Veck-Gilod alla voce principale.

## Formazione

### Formazione attuale
- James Veck-Gilodi – voce, chitarra ritmica (2005-presente)
- Matthew Veck-Gilodi – chitarra solista, cori (2015-presente)

### Ex componenti
- Ryan Mellor – voce scream (2005-2010)
- Sebastian Spitz – chitarra solista (2005)
- Chris Pennells – chitarra solista (2006-2015)
- Max Britton – pianoforte, tastiera, percussioni, cori (2013-2018)
- Lee Wilson – basso (2005-2021)
- Tom Ogden – batteria, percussioni, cori  (2005-2021)

## Discografia

### Album in studio
- 2009 – Meet Me Halfway, at Least
- 2011 – Fools and Worthless Liars
- 2013 – Old Souls
- 2017 – All These Countless Nights
- 2018 – Rituals
- 2022 – The Present Is a Foreign Land

### EP
- 2005 – Sweet Sunset
- 2005 – Ok, This Time We Mean It
- 2006 – White Lines, But No Camera EP
- 2007 – Where It Begins
- 2007 – Evangeline EP
- 2008 – Love by the Riverside EP
- 2008 – It's Called the Easy Life